# Johan Tuvert
Allan Johan Elmer Tuvert, Johansson före 1943, född 1 februari 1920 i Oscar Fredriks församling, Göteborg, död 3 april 1996 i Göteborgs domkyrkoförsamling, var en svensk arkitekt. 
Tuvert, som var son till Karl Gotthard Johansson och Ingegärd Augusta Johansson, utexaminerades från Chalmers tekniska högskola 1947. Han startade Johan E. Tuvert Arkitektkontor AB i Göteborg 1956. Han har bland annat ritat Brunnsboskolan, Vårfrukyrkan och Skårs kyrka i Göteborg. I Stockholm stod han tillsammans med Erik Ragndal som arkitekt för en byggnad tillhörande Kungliga Musikhögskolan (invigd 1956 och riven 2013) vid Valhallavägen. Han har även ritat Kortedala Torg, 1955. Tuvert är begravd på Örgryte nya kyrkogård.

## Bilder

Vårfrukyrkan, Göteborg.
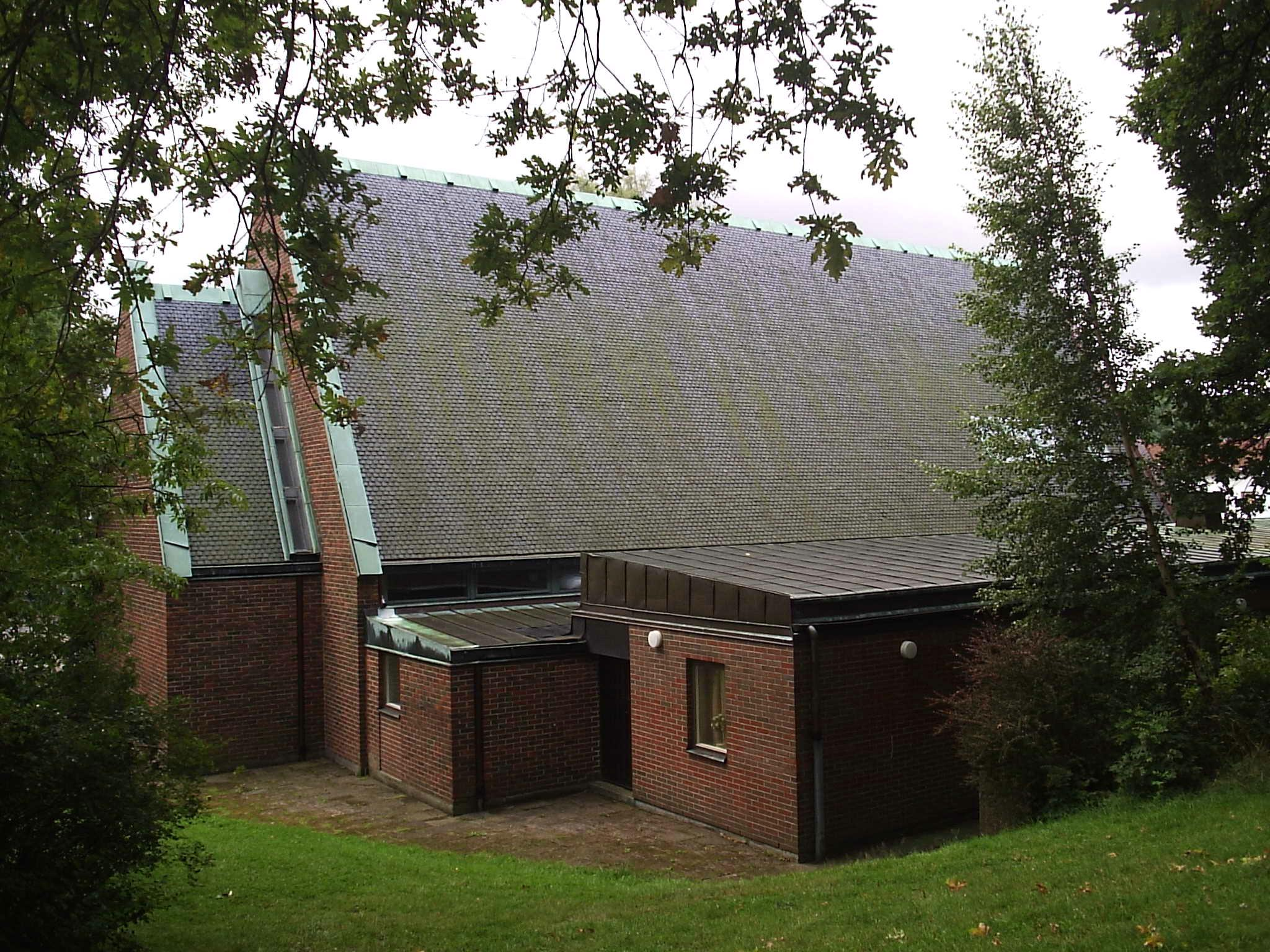
Skårs kyrka, Göteborgs kommun.
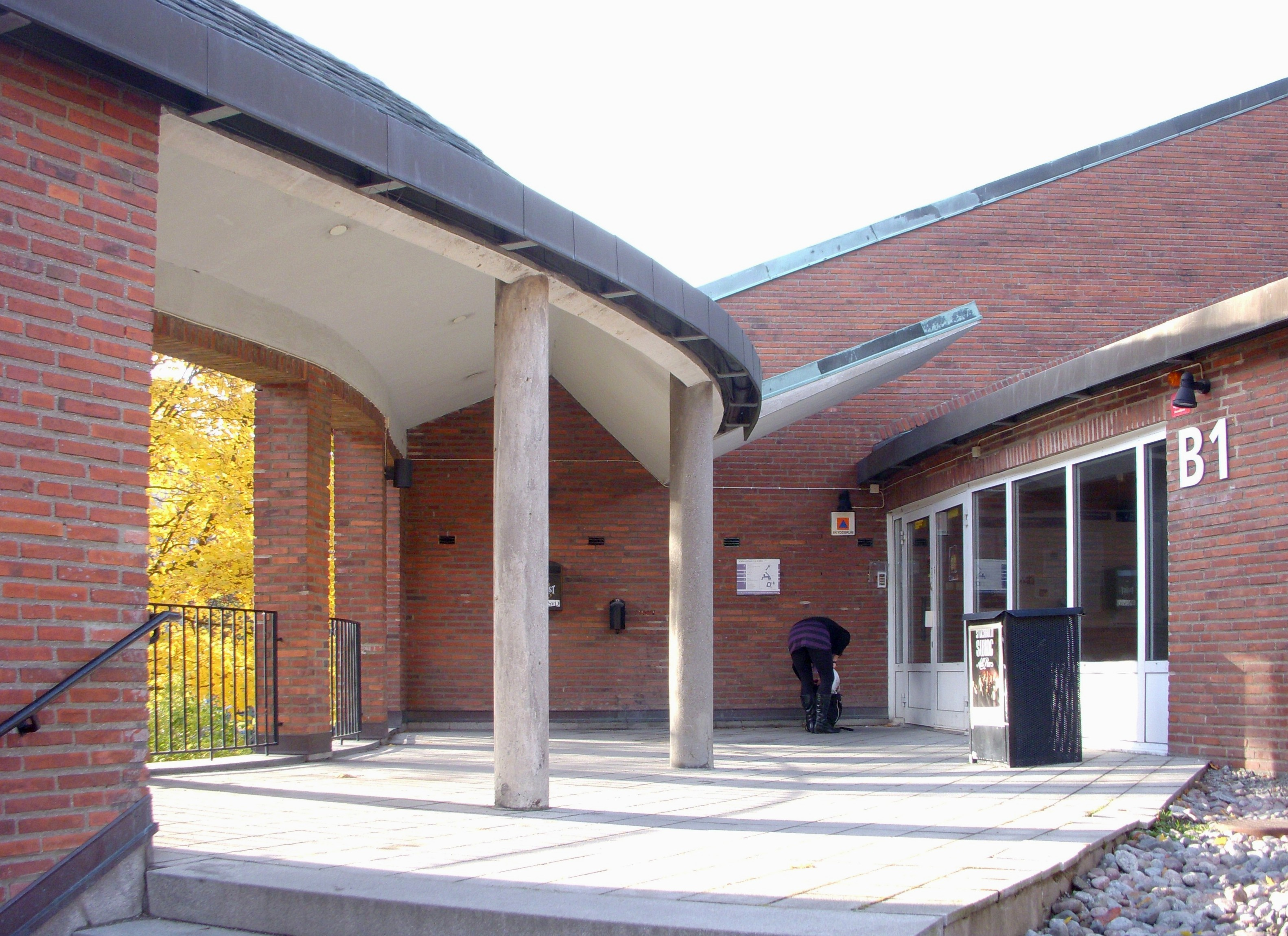
Kungliga Musikhögskolan i Stockholm, hus B, 2010.